# Ilex spruceana
Ilex spruceana är en järneksväxtart som beskrevs av Reiss. Ilex spruceana ingår i släktet järnekar, och familjen järneksväxter. Inga underarter finns listade i Catalogue of Life.